# F.C. Halifax Town
FC Halifax Town là một câu lạc bộ bóng đá chuyên nghiệp có trụ sở tại Halifax, West Yorkshire, Anh. Đội bóng hiện thi đấu tại National League, cấp độ thứ 5 của bóng đá Anh, và có sân nhà ở the Shay.

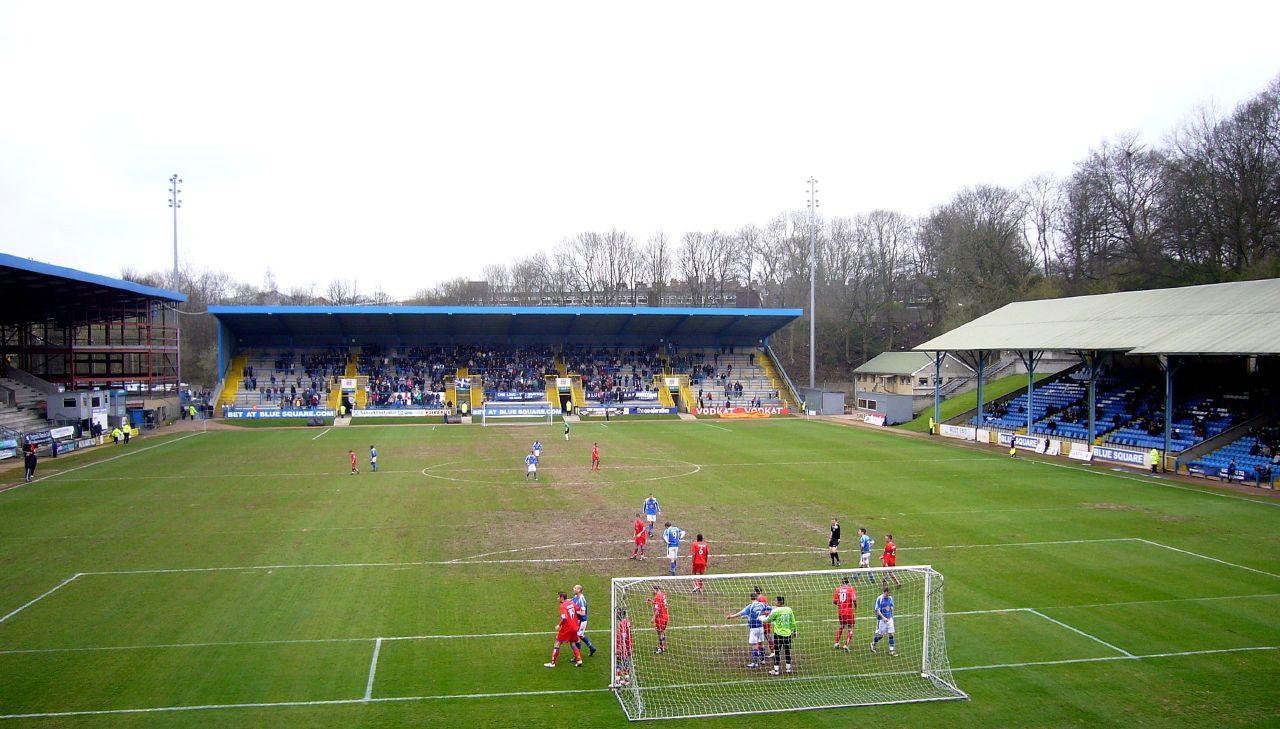
Shay - sân nhà của câu lạc bộ

## Danh hiệu
- National League North:
  - Đội thắng trận Play-off các mùa giải 2012–13, 2016–17[2][3][4]
- FA Trophy:
  - Nhà vô địch mùa giải 2015–16ref>“FA Trophy and FA Vase Finals”. BBC Sport. 22 tháng 5 năm 2016. Truy cập ngày 7 tháng 9 năm 2020.</ref>
- Northern Premier League Premier Division:
  - Nhà vô địch mùa giải 2010–11
- Northern Premier League Division One North:
  - Nhà vô địch mùa giải 2009–10[5]
- West Riding County Cup:
  - Nhà vô địch mùa giải 2012–13